# Willy Hernangómez
Guillermo Gustavo «Willy» Hernangómez Geuer (Madrid, 27 de mayo de 1994) es un jugador de baloncesto español que pertenece a la plantilla del FC Barcelona de la Liga ACB. Con 2,13 metros de estatura su puesto natural en la cancha es el de pívot, aunque también puede jugar de ala-pívot.
Es hijo de Margarita Geuer, jugadora de baloncesto campeona de Europa en 1993 con España y Guillermo Hernangómez. Tiene un hermano un año menor que él, Juancho, también jugador profesional de baloncesto.

## Trayectoria

### Inicios
Comenzó la práctica del baloncesto en el Club Baloncesto Las Rozas.

### Profesional

#### Liga ACB
Durante la temporada 2013-14 fue cedido al CB Sevilla, procedente del Real Madrid de Baloncesto. Allí estuvo dirigido por Aíto García Reneses, un entrenador que a lo largo de su carrera se ha caracterizado por apostar por jóvenes talentos.
La siguiente temporada 2014-15 seguiría en calidad de cedido en el CB Sevilla, donde realizó un gran partido en la jornada 10 de ACB, en la que su equipo ganó al FC Barcelona, siendo el mejor jugador con 29 puntos y 13 rebotes (43 de valoración) y siendo el jugador más joven en conseguir dicha cifra en la liga de baloncesto española.
Para la temporada 15-16 regresa al Real Madrid, donde gana la Copa del Rey y el campeonato de Liga ACB. Tras finalizar esta temporada, decide dar el salto a la NBA.

#### NBA

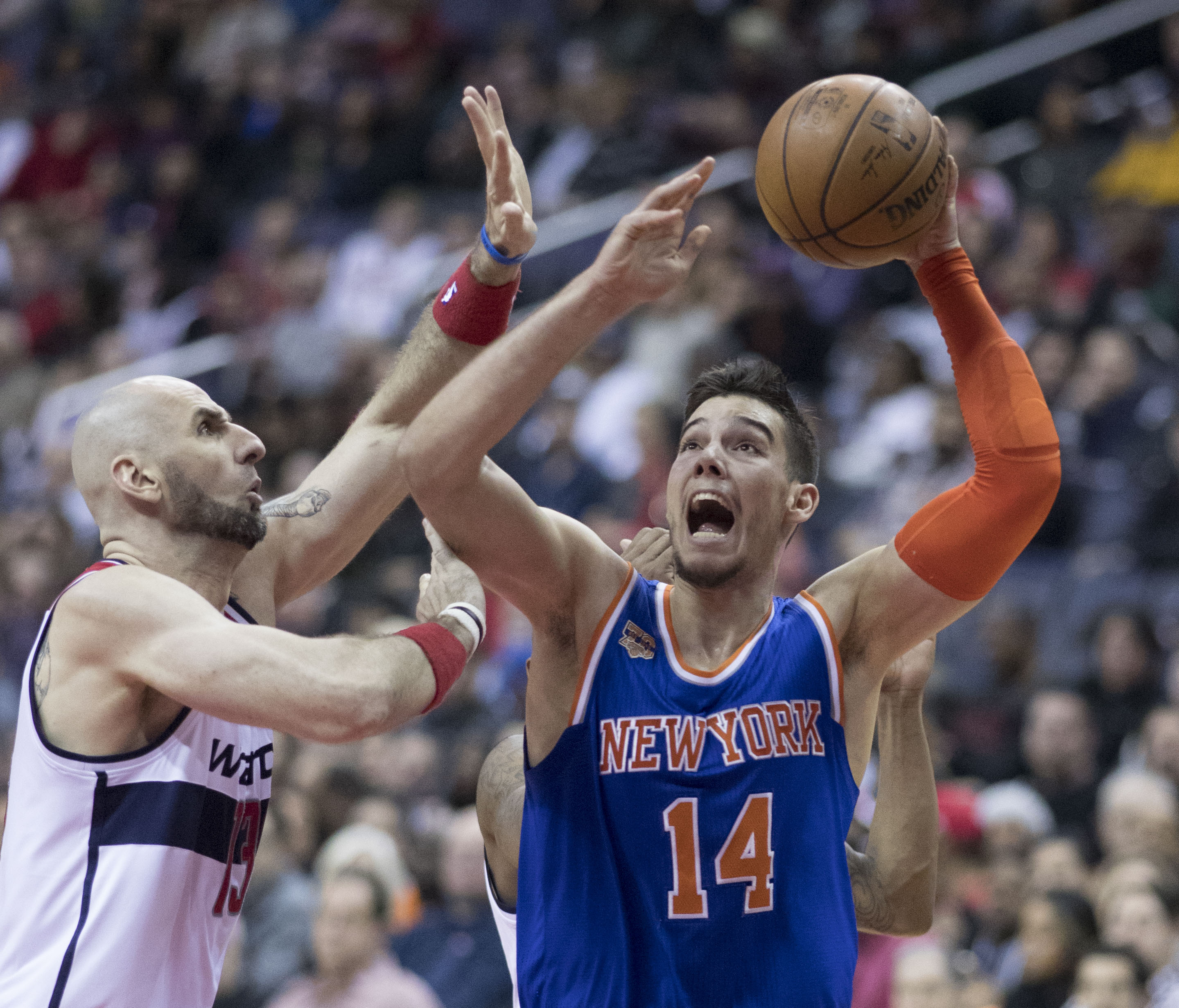
Willy Hernangómez con los Knicks en 2017.

En junio de 2015 fue elegido en la segunda ronda del Draft de la NBA de 2015 en la posición 35 por Philadelphia 76ers. Horas después del sorteo sus derechos son traspasados a New York Knicks, que poseía también los derechos de su excompañero en el CB Sevilla el letón Kristaps Porziņģis. Compartió draft con otros europeos que militan en equipos ACB como su compañero del CB Sevilla el serbio Nikola Radicevic, o el croata Mario Hezonja del FC Barcelona, o el madrileño Dani Díez del Club Baloncesto Málaga.
En julio de 2016, durante la concentración de la selección española de baloncesto, viajó a Nueva York para firmar su contrato con los Knicks. El entrenador de los Knicks, Jeff Hornacek, había manifestado en numerosas ocasiones que contaba con el pívot de cara a la temporada 16-17.
En su primera temporada, yendo de menos a más, acabó promediando 8,2 puntos, 7,0 rebotes y 1,3 asistencias por partido. Su mejor actuación en esta primera temporada fue el 25 de marzo, firmando 24 puntos y 13 rebotes en 36 minutos ante los San Antonio Spurs. Remató el año siendo incluido en el mejor quinteto de rookies de la NBA.
El 7 de febrero de 2018 fue traspasado a los Charlotte Hornets a cambio de Johnny O'Bryant y dos futuras segundas rondas del draft.
Después de casi tres años en Charlotte, el 22 de noviembre de 2020, ficha por New Orleans Pelicans. El 17 de febrero de 2021, ante Portland Trail Blazers, captura 17 rebotes.
El 6 de agosto de 2021, acuerda una extensión de contrato con los Pelicans por tres años. El 23 de diciembre, ante Orlando Magic, captura 16 rebotes. El 25 de enero de 2022, ante Philadelphia 76ers captura 10 rebotes y anota 29 puntos, récord de su carrera.
Durante su tercera temporada en New Orleans, el 5 de febrero de 2022 ante Sacramento Kings, consigue un doble-doble de 22 puntos y 16 rebotes.

#### Regreso a la ACB
Tras siete temporadas en la NBA, el 1 de julio de 2023 se convirtió en agente libre sin restricciones, una vez que los Pelicans no ejercieran la opción de equipo para la 2023-24. El 13 de julio firma por el FC Barcelona por tres temporadas, después de que el Real Madrid, club que tenía sus derechos en la ACB, no igualara la oferta cualificada presentada por los catalanes.

### Selección nacional
En septiembre de 2015 se proclama campeón con España en el EuroBasket2015.
En verano de 2016, fue parte de la selección absoluta española que participó en los  Juegos Olímpicos de Río 2016, que consiguió el bronce olímpico.
En septiembre de 2017, fue parte de la España que participó en el Eurobasket 2017, que consiguió el tercer lugar.
En septiembre de 2019 fue campeón con España en la Copa Mundial de Baloncesto de 2019 en China. Lució la  camiseta con el número 14 y el nombre W. Geuer en homenaje a su madre, Margarita Geuer, también campeona en este deporte en 1993 en el Eurobasket.
En verano de 2021, fue parte de la selección absoluta española que participó en los Juegos Olímpicos de Tokio 2020, que quedó en sexto lugar.
En septiembre de 2022, fue parte del combinado absoluto español que participó en el EuroBasket 2022, donde ganaron el oro, al vencer en la final a Francia, y donde además fue nombrado MVP del torneo y elegido en el mejor quinteto.
Durante agosto y septiembre de 2023 fue integrante de la selección de España que participó en el Mundial de 2023 celebrado en Asia, y que finalizó en noveno lugar.
Entre julio y agosto de 2024 fue parte de la selección absoluta de España, que disputó los Juegos Olímpicos de París, finalizando en décima posición.

## Estadísticas

### Liga Endesa

#### Temporada regular
| Año     | Equipo             | PJ  | PT | MPP  | %TC  | %3P  | %TL  | RPP | APP | ROB | TPP | PPP  |
| ------- | ------------------ | --- | -- | ---- | ---- | ---- | ---- | --- | --- | --- | --- | ---- |
| 2012-13 | Real Madrid        | 6   | 0  | 3.7  | .182 | .000 | .600 | .8  | .0  | .7  | .2  | 1.7  |
| 2013-14 | Cajasol            | 34  | 4  | 14.3 | .583 | .000 | .648 | 3.2 | .2  | .4  | .5  | 5.9  |
| 2014-15 | Baloncesto Sevilla | 34  | 19 | 21.5 | .539 | .167 | .692 | 6.2 | .5  | .9  | .4  | 10.6 |
| 2015-16 | Real Madrid        | 26  | 2  | 12.6 | .667 | .000 | .745 | 3.8 | .4  | .5  | .6  | 6.6  |
| Total   | Total              | 100 | 25 | 15.7 | .568 | .143 | .685 | 4.3 | .4  | .6  | .5  | 7.4  |

#### Playoffs
| Año     | Equipo      | PJ | PT | MPP  | %TC  | %3P  | %TL  | RPP | APP | ROB | TPP | PPP |
| ------- | ----------- | -- | -- | ---- | ---- | ---- | ---- | --- | --- | --- | --- | --- |
| 2013-14 | Cajasol     | 3  | 0  | 19.4 | .563 | .000 | .727 | 4.7 | .0  | 1.3 | .0  | 8.7 |
| 2015-16 | Real Madrid | 8  | 0  | 7.1  | .556 | .000 | .600 | 1.4 | .5  | .4  | .3  | 2.9 |
| Total   | Total       | 11 | 0  | 10.5 | .559 | .000 | .689 | 2.3 | .4  | .6  | .2  | 4.5 |

### NBA

#### Temporada regular
| Año     | Equipo      | PJ  | PT | MPP  | %TC  | %3P  | %TL  | RPP | APP | ROB | TPP | PPP |
| ------- | ----------- | --- | -- | ---- | ---- | ---- | ---- | --- | --- | --- | --- | --- |
| 2016-17 | New York    | 72  | 22 | 18.4 | .530 | .267 | .728 | 7.0 | 1.3 | .6  | .5  | 8.2 |
| 2017-18 | New York    | 26  | 0  | 9.0  | .605 | .200 | .429 | 2.6 | .8  | .3  | .3  | 4.3 |
| 2017-18 | Charlotte   | 22  | 1  | 11.9 | .506 | .571 | .758 | 5.2 | .5  | .5  | .4  | 6.1 |
| 2018-19 | Charlotte   | 58  | 3  | 14   | .519 | .385 | .694 | 5.3 | 1   | .2  | .3  | 7.3 |
| 2019-20 | Charlotte   | 31  | 0  | 12.1 | .532 | .227 | .627 | 4.3 | .9  | .3  | .2  | 6.1 |
| 2020-21 | New Orleans | 47  | 12 | 18.0 | .563 | .100 | .667 | 7.1 | 1.1 | .5  | .5  | 7.8 |
| 2021-22 | New Orleans | 50  | 8  | 16.8 | .520 | .333 | .773 | 6.8 | 1.3 | .4  | .4  | 9.1 |
| 2022-23 | New Orleans | 38  | 2  | 12.1 | .527 | .273 | .779 | 4.7 | .9  | .4  | .3  | 6.9 |
| Total   | Total       | 344 | 48 | 15.0 | .533 | .306 | .713 | 5.8 | 1.1 | .4  | .4  | 7.3 |

#### Playoffs
| Año   | Equipo      | PJ | PT | MPP | %TC  | %3P  | %TL | RPP | APP | ROB | TPP | PPP |
| ----- | ----------- | -- | -- | --- | ---- | ---- | --- | --- | --- | --- | --- | --- |
| 2022  | New Orleans | 1  | 0  | 2.0 | .250 | .000 | —   | 2.0 | .0  | .0  | .0  | 2.0 |
| Total | Total       | 1  | 0  | 2.0 | .250 | .000 | —   | 2.0 | .0  | .0  | .0  | 2.0 |

### Selección
[actualizar]
| Año   | Competición | PJ | PT | MPP  | %TC  | %3P  | %TL  | RPP | APP | ROB | TPP | PPP  |
| ----- | ----------- | -- | -- | ---- | ---- | ---- | ---- | --- | --- | --- | --- | ---- |
| 2015  | Ruta Ñ      | 7  | 0  | 13.0 | .571 | .000 | .857 | 4.4 | .0  | .1  | .1  | 5.4  |
| 2015  | Eurobasket  | 7  | 0  | 4.9  | .833 | .000 | .333 | 1.1 | .1  | .0  | .0  | 3.1  |
| 2016  | Ruta Ñ      | 6  | 2  | 19.5 | .714 | .000 | .526 | 5.7 | 1.8 | .8  | 1.2 | 10.0 |
| 2016  | JJ. OO.     | 7  | 0  | 11.1 | .625 | .000 | .857 | 2.0 | .4  | .6  | .3  | 6.6  |
| 2017  | Ruta Ñ      | 7  | 0  | 16.2 | .575 | .000 | .750 | 2.6 | .6  | .6  | .0  | 9.6  |
| 2017  | Eurobasket  | 9  | 0  | 13.9 | .531 | .000 | .762 | 5.7 | .8  | .7  | .1  | 7.6  |
| Total | Total       | 43 | 2  | 13.0 | .612 | .000 | .693 | 3.6 | .6  | .5  | .3  | 7.0  |

## Votaciones para elAll-Star Game de la NBA
| Año  | Número de Votos | Elegido                | Equipo               |
| ---- | --------------- | ---------------------- | -------------------- |
| 2017 | 10.672          | Rising Stars Challenge | New York Knicks      |
| 2018 | 8.439           | No                     | New York Knicks      |
| 2019 | 24.162          | No                     | Charlotte Hornets    |
| 2020 | 11.783          | No                     | Charlotte Hornets    |
| 2021 | 3.010           | No                     | New Orleans Pelicans |
| 2022 | 6.349           | No                     | New Orleans Pelicans |
| 2023 | 7.952           | No                     | New Orleans Pelicans |

## Vida personal
De familia muy relacionada con el baloncesto, sus padres fueron jugadores profesionales; su padre, Guillermo Hernangómez, fue internacional en categorías inferiores y jugó en el Real Madrid y en el Estudiantes; su madre, Margarita Geuer, fue campeona de Europa con España en el Eurobasket 1993 en Perugia; su hermano Juancho Hernangómez (n. 1995) y su hermana Andrea Hernangómez (n. 2000) también son jugadores de baloncesto.
El periodista Esteban Novillo filmó un documental a comienzos del año 2012 sobre Willy titulado Hernangómez. El inicio de un gran futuro.